# Dippoldiswalder Steinzeug

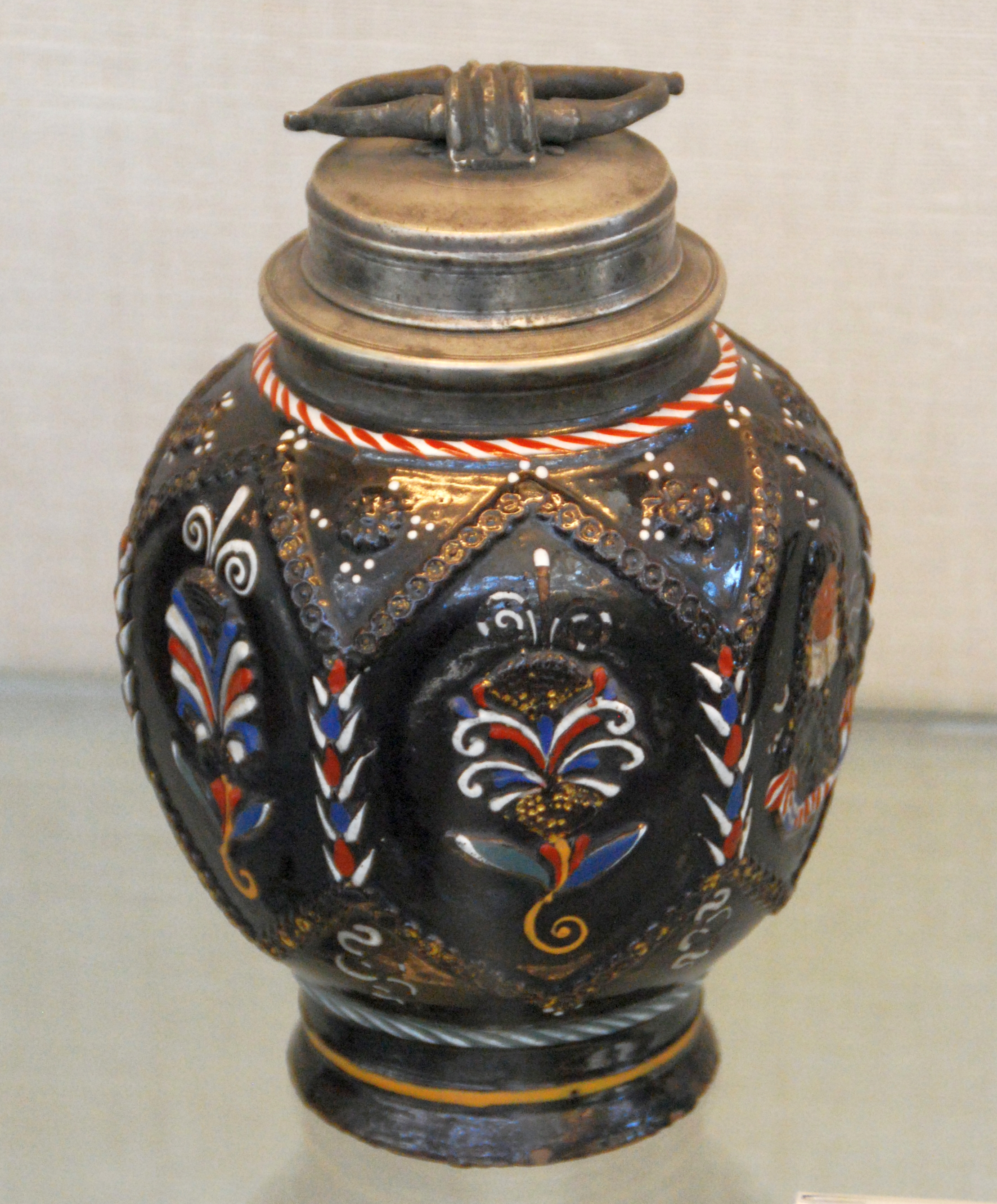
Schraubgefäß aus Dippoldiswalder Steinzeug mit Emailbemalung und Zinnverschluss von Meister Hans Klemm, 2. Hälfte 17. Jahrhundert

Dippoldiswalder Steinzeug sind Keramikgefäße aus Steinzeug, die im 17. und 18. Jahrhundert hergestellt wurden.
In Museen, der Literatur und Katalogen des Kunsthandels werden dieses Steinzeug bisher auch als Annaberger Steinzeug und als Freiberger Steinzeug bezeichnet. Neuere Forschungsergebnisse der Stadtarchäologie haben die Produktion in Dippoldiswalde zweifelsfrei belegt sowie über naturwissenschaftliche Untersuchungen gleiche Materialien und technische Herstellungsverfahren bestätigt. Dagegen konnten entsprechende keramische Produktionen in Annaberg und Freiberg nicht nachgewiesen werden. 
Die Stadt Dippoldiswalde konnte in archivalischer, kunsthistorischer, archäologischer und naturwissenschaftlicher Forschung (Töpfereiabfall) als Herstellungsort nachgewiesen werden.